# Предплатена карта
Предплатена карта или карта със съхранена стойност (от на английски: stored-value card) е носител, на който се съхранява по специален начин някаква шифрована стойност – пари, минути, литри, брой пътувания и т.н. Такъв носител може да е скреч карта, карта с магнитна лента, смарт карта, флаш карта, ключодържател, блок в мобилен телефон, имплантиран под кожата на човека чип и т.н.
Картата със съхранена стойност принципно се различава от банковите дебитни карти, при които стойността се съхранява на отделна за всяка карта депозитна сметка при емитента (издателя), докато при картите със съхранена стойност паричните или други средства се отчитат по специална консолидирана сметка.. Картите със съхранена стойност са предимно анонимни, докато банковите дебитни карти се емитират на името на конкретен притежател.
Терминът предплатена карта всъщност се отнася за по-голямата част от продуктите от този вид на пазара. Картата със съхранена стойност съдържа кодирано количество предплатена стойност в себе си, докато банковите дебитни карти са само ключ за идентификация, който позволява достъп до управлението на акаунта, държан от издателя..
Предплатените карти се използват като алтернатива на абонаментните планове, като предлагат услуги срещу предплащане за даден срок от време. Те се използват като алтернатива и на роуминга, който операторите предлагат в чужбина.